# Kenny Carter
Kenneth-Malcolm „Kenny“ Carter (* 28. März 1961 in Halifax; † 21. Mai 1986 ebenda) war ein britischer Speedwayfahrer.

## Persönliches
Kenny Carter war der ältere Bruder von Alan Carter, der in der Motorrad-Weltmeisterschaft unterwegs war. Er war verheiratet und Vater von zwei Kindern.
Am 21. Mai 1986 beging der begeisterte Tontaubenschütze Carter erweiterten Suizid, indem er zuerst seine Frau und anschließend sich selbst mit einer doppelläufigen Schrotflinte erschoss.

## Karriere
Carter wurde bereits mit 17 Jahren Profi in der britischen Liga in Newcastle und sein Heimatverein wurden die Halifax Dukes von 1979 bis 1985. Er stand dreimal in einem Speedway-Einzelweltfinale und wurde jeweils Fünfter, 1983 gewann er mit Peter Collins die Best-Pairs Weltmeisterschaft. Der britischen Speedway-Nationalmannschaft gehörte Carter seit 1981 ebenfalls an. 1984 wurde er mit einem gebrochenen Bein britischer Speedwaymeister.
Unter den Fachjournalisten und Experten gilt Kenny Carter bis heute als der beste Speedwayfahrer der Geschichte, der nie Einzelweltmeister wurde.

## Erfolge

### Einzel
- Britischer Meister: 1984

Speedway-WM Finale
- London-Wembley/GB 1981: 5. Platz
- Los Angeles/USA: 5. Platz
- Norden/D: 5. Platz

### Team
- Best-Pairs Weltmeister: 1983

Britische Liga
- Newcastle: 1978
- Halifax: 1979–1985
- Bradford: 1986

| Personendaten    | Personendaten             |
| ---------------- | ------------------------- |
| NAME             | Carter, Kenny             |
| ALTERNATIVNAMEN  | Carter, Kenneth-Malcolm   |
| KURZBESCHREIBUNG | britischer Speedwayfahrer |
| GEBURTSDATUM     | 28. März 1961             |
| GEBURTSORT       | Halifax                   |
| STERBEDATUM      | 21. Mai 1986              |
| STERBEORT        | Halifax                   |